# Cárdenas (Nicaragua)
Cárdenas è un comune del Nicaragua facente parte del dipartimento di Rivas.